# 真地勇志
真地 勇志（まち ゆうじ、1962年8月8日 - ）は、日本の男性声優、ナレーター。神奈川県川崎市出身。青二プロダクション所属。

## 経歴
中学時代からブルース・リーなど空手映画に憧れて、アクション俳優を目指して倉田アクションクラブ併設児童劇団に入り、その後東映アクションクラブ第1期生となる。カンフー映画の下火によりスタントを中心に行っていたが、桐朋学園短期大学演劇科で本格的な芝居を勉強し、卒業後の1983年より岩淵ぐるうぷ所属。1988年に青二プロダクションへ移籍している。
2021年1月26日には、声帯を治療するために約1か月間の休養に入った。

## 人物
資格・免許は普通自動車免許。
趣味はゴルフ。特技は技斗、殺陣
主にナレーションにて活躍。明るい語り口でバラエティ番組を担当する機会が多い。一方、『ニュースJAPAN』では長年メインナレーションを務め、シリアスな場面での語りも多くこなしている。
アニメ、洋画吹き替えまで幅広い分野でも活躍している。
妻は漫画家の水縞とおる。
『世界・ふしぎ発見!』に出演の浜島直子とは、真地とも公私共に仲が良い。

## 出演
太字はメインキャラクター。

### テレビアニメ
1988年
- キテレツ大百科（釣り人、悪党、熊田、幹事、師範 他）

1989年
- 悪魔くん（ヒロシの父）

1990年
- ドラゴンクエスト（1990年 - 1991年、トロル、隊長、男、ジャック、ハーゴン、フレイヤ隊長）
- ドラゴンボールZ（医師 / 先生、アプール、ナメック戦士、戦士）
- ドラゴンボールZ たったひとりの最終決戦〜フリーザに挑んだZ戦士 孫悟空の父〜（サイヤ人B）
- まじかる☆タルるートくん（1990年 - 1991年、キャッシュディスペンサー、男、左グローブ、サンドイッチマン、スキー板・右、秘書、寧代の父、ロコ、ホーウムズ棒）
- 魔法使いサリー（1989年版）（キャスター）

1991年
- ゲッターロボ號（広報官、ニュースキャスター、テレビキャスター）
- ハイスクールミステリー学園七不思議（山本先生、綾子の父親）

1992年
- 元気爆発ガンバルガー（男）
- ツヨシしっかりしなさい（1992年 - 1993年、フェニックスマン、一郎）
- バトルファイターズ 餓狼伝説（ホッパー）
- 美少女戦士セーラームーン（うさぎの父 / パパ） - 2シリーズ

1994年
- カラオケ戦士マイク次郎（村長）
- それいけ!アンパンマン（ひょうたんくん）
- 超くせになりそう（1994年 - 1995年、クマ吉、野坂の父、徳川、担任）

1995年
- アニメ世界の童話（指輪の精、鏡）

1997年
- スーパーフィッシング グランダー武蔵（1997年 - 1998年、風間岳弘、船乗り） - 2シリーズ

1999年
- 週刊ストーリーランド（1999年 - 2000年、息子、ナレーション）

2008年
- 西洋骨董洋菓子店 〜アンティーク〜（アナウンサー）

2009年
- ゴルゴ13（マルコ）

2015年
- それが声優!（真地勇志）

2017年
- 鬼灯の冷徹（2017年 - 2018年、ナレーション） - 2シリーズ

### 劇場アニメ
1990年
- ドラゴンボールZ 地球まるごと超決戦（ダイーズ）
- Pink みずドロボウあめドロボウ（シルバーの部下D）

1991年
- ドラゴンクエスト ダイの大冒険（兵士）

1992年
- ろくでなしBLUES（武藤）

1993年
- 三国志 第二部・長江燃ゆ!（曹洪）

1994年
- 三国志 完結編・遥かなる大地（張苞）
- スラムダンク 全国制覇だ! 桜木花道（伍代友和）

2010年
- 名探偵コナン 天空の難破船（水川正輝）

2015年
- ちびまる子ちゃん イタリアから来た少年（マルコ）

### OVA
1990年
- 変幻退魔夜行 カルラ舞う!〜仙台小芥子怨歌〜（神主1）
- ポストの中の明日

1991年
- 銀河英雄伝説（ドレウェンツ）
- スローステップ（教師）
- 帝都物語（弟子）
- BE-BOP-HIGHSCHOOL（太田）
- 星くずパラダイス（司会）
- 迷走王ボーダー 社会復帰編（木村）

1993年
- 創竜伝（1991年 - 1993年、ミューロン 他）

1994年
- ぼくはこのまま帰らない（店長）
- 幽幻怪社（佐野）

1995年
- 超時空世紀オーガス02（フィルモン）

1996年
- BRONZE ZETSUAI since 1989（南條広瀬）

### ゲーム
1993年
- 魔物ハンター妖子 〜遠き呼び声〜（コルト）

1995年
- テレビアニメ スラムダンク2 IH予選完全版!!（伍代友和）※スーパーファミコン版

1996年
- ファイターズインパクト（鴉羽士郎）

2000年
- ストリートファイターEX3（エース）

2004年
- ウルトラマン Fighting Evolution 3（ウルトラマンティガ、イーヴィルティガ、ナレーター）
- エースコンバット5（ブリーフィングナレーション）
- 鉄人28号（ナレーション）

2005年
- ウルトラマン Fighting Evolution Rebirth（ウルトラマンティガ）

2007年
- ドラゴンボールZ Sparking! NEO（アプール）※Wii版
- ドラゴンボールZ Sparking! METEOR（アプール）

2012年
- ドラゴンボールヒーローズ（2012年 - 、ダイーズ） - 5作品

2019年
- スーパードラゴンボールヒーローズ ワールドミッション（ダイーズ）

2024年
- ドラゴンボール レジェンズ（ダイーズ）

### ドラマCD
- インフェリウス惑星戦史外伝 CONDITION GREEN（テブロス）

### 吹き替え

#### 映画
- ウォーターダンス（レイ〈ウェズリー・スナイプス〉）
- オフビート（ジョー〈ジャッジ・ラインホルド〉）※テレビ東京版
- カンザス/カンザス経由→N.Y.行き（ウェード〈アンドリュー・マッカーシー〉）※テレビ東京版
- 9か月（アーニー〈チャールズ・マーティネー〉）
- クール・ランニング（デリース・バノック〈レオン〉）※機内版
- グッドモーニング, ベトナム（スティーブン・ホーク少尉〈ブルーノ・カービー〉）※フジテレビ版
- クリムゾン・タイド（ダニー・リベッチ）※ソフト版
- 刑事ジョー ママにお手上げ ※フジテレビ版
- 恋のからさわぎ（モーガン）
- ゴーストバスターズ2（エゴン・スペングラー博士〈ハロルド・ライミス〉）※フジテレビ版（日本語吹替完全収録版Blu-ray BOX収録）
- 告発の行方（ケン）※フジテレビ版
- 地獄の殺人救急車/狙われた金髪の美女（ニセ救急車の運転手〈マット・ノークラン〉）※テレビ東京版（ソフト収録）
- ジャングル・ブック（ジョン・ウィルキンス中尉〈ジェイソン・フレミング）※機内上映版
- ショーシャンクの空に（トミー・ウィリアムズ〈ギル・ベローズ〉）※ソフト版
- ジョーズ ※TBS版
- ジングル・オール・ザ・ウェイ※ソフト版
- スターゲイト（ブラウン中尉）※ソフト版
- スピード（リポーター、ガードマン、ニュースキャスター2）※ソフト版
  - スピード2（ダンテ）※ソフト版
- スペース・レンジャーズ（ダニエル・キンケイド（ダニー・クイン〉）
  - スペース・レンジャーズ2 銀河覇王の逆襲（ダニエル・キンケイド〈ダニー・クイン〉）
  - スペース・レンジャーズ3 流刑星からの脱出（ダニエル・キンケイド〈ダニー・クイン〉）
- セブン（デイヴィッド・ミルズ〈ブラッド・ピット〉）※フジテレビ版
- セント・オブ・ウーマン/夢の香り（ジョージ・ウィリス・Jr〈フィリップ・シーモア・ホフマン〉）
- ターミネーター2（T-1000に身包み剥がされる警官、黒人青年 他）※フジテレビ版（BDプレミアムエディションver.2.0&特別編〈日本語吹替完全版〉&特別編アルティメット・エディション収録）
- ダイ・ハード（トニー〈アンドリアス・ウイスニウスキー〉）※フジテレビ版（日本語吹替完全版Blu-rayBOX収録）
- ドリーム・ガール/ママにはないしょの夏休み（ガス・ブランドン〈ジョン・ゲッツ〉）
- ニューヨーク東8番街の奇跡（メイソン・ベイラー〈デニス・ボウトシカリス〉）※フジテレビ版（思い出の復刻版BD収録）
- 裸の銃を持つ男※TBS版
- ハード・プレイ（ジュニア〈カディーム・ハーディソン〉）
- ハワード・ザ・ダック/暗黒魔王の陰謀 ※TBS版
- パワーレンジャー・映画版（トミー・オリバー/ホワイトレンジャー〈ジェイソン・デイビッド・フランク〉）
  - パワーレンジャーのすべて（ジェイソン・フランク、リチャード・ボランダー）
- 不機嫌な赤いバラ（ジョー・スペクター）
- プリティ・ウーマン（デヴィッド・モース（アレックス・ハイド＝ホワイト）[17]）※テレビ朝日版
- ホーム・アローン2（ジェフ・マカリスター〈マイケル・C・マロンナ〉、「プラザ・ホテル」CMナレーション）※ソフト版
- ミステリー・デイト（ジェームズ・リュー〈B・D・ウォン〉）※テレビ東京版
- ヤングガン2（デイブ・ルダボウ〈クリスチャン・スレーター〉）※フジテレビ版
- ライジング・サン（イシハラ）
- ワンダフル・ファミリー/ベイビー・トーク3（ジェームズ・ウプリアッコ〈ジョン・トラヴォルタ〉）※フジテレビ版

#### ドラマ
- インディ・ジョーンズ/若き日の大冒険
- うわさの刑事 テキーラとボネッティ（ハリー・コジモト〈ロドニー・カゲヤマ〉）※WOWOW版
- Xファイル（グレン・チャオ刑事〈B・D・ウォン〉）※ソフト版
- 新スーパーマン Season1（ジミー・オルセン〈マイケル・ランデス〉）
- ハット・スクワッド 帽子の騎士たち（バディ・キャパトーサ〈ドン・マイケル・ポール〉）
- 世にも不思議なアメージング・ストーリー（エリック・デヴィッド・ピーターソン〈パトリック・スウェイジ〉）

#### アニメ
- キャプテン・プラネット（クアミ）
- ザ・シンプソンズ（ライル・ランリイ）
- バットマン（タイガラス）
- ライオン・キング2 シンバズ・プライド（ヌカ）

### 特撮
1993年
- 電光超人グリッドマン（ナレーター）

1996年
- ウルトラマンティガ（ウルトラマンティガの声、第3話のテレビ番組のナレーター）

1997年
- ウルトラマンダイナ（ナレーター）

1998年
- ウルトラマンティガ&ウルトラマンダイナ 光の星の戦士たち（ウルトラマンティガの声）
- ウルトラマンガイア（第1・25話のアナウンサー）

1999年
- ウルトラマンティガ・ウルトラマンダイナ&ウルトラマンガイア 超時空の大決戦（ウルトラマンティガの声）

2001年
- ウルトラマンティガ外伝 古代に蘇る巨人（ナレーター、ウルトラマンティガの声、通信の声）
- ウルトラマンティガ〜光の子供たちへ〜（ナレーション）

2011年
- ウルトラマン列伝（第1・5・13話のナレーション）

### ナレーション
- あいのり
  - あいのり2
  - SMAP×SMAP - 『あいのり』のパロディーコーナー『くいのり』のみ。
- 1億人の大質問!?笑ってコラえて! - 20周年記念企画では顔出しで出演。
- ウルトラ情報局
- ウルトラマンFighting Evolution3
- うわっ!ダマされた大賞
- カスペ! 世界ミラクルラボラトリー
- Qさま!!プレゼンツ 葉加瀬太郎が教える!世界の凄い音楽家 音楽ハカセ3
- こたえてちょーだい!→わかってちょーだい!（生ナレーション）
- ザ・ジャッジ! 〜得する法律ファイル
- さんまのSUPERからくりTV
- 中居正広の金曜日のスマイルたちへ
- SUPER SURPRISE
- 24時間テレビ 「愛は地球を救う」
- 誰だって波瀾爆笑
- ぴーかんバディ!→人間!これでいいのだ
- 江原啓之スペシャル 天国からの手紙
- ニュースJAPAN
- 志村けんの激ウマ列島
- 芸能人専用タクシー し〜たく
- 中山道
- ボキャブラ天国（超、新、黄金、家族そろって、続、歌う 主にキャブラー紹介担当）
- たべごろマンマ!
- ディスカバ!99
- 帰ってきた!どっちの料理ショー
- ニッポン旅×旅ショー
- 秘密のケンミンSHOW
- 世界の果てまでイッテQ!
- 世界・ふしぎ発見!
- 地球調査船アメディゾン
- 花ざかりの君たちへ〜イケメン♂パラダイス〜第五話の一部分のみ
- ビーストウォーズ 超生命体トランスフォーマービデオCM
- ビーストウォーズII 超生命体トランスフォーマービデオCM
- ポケモンレンジャー バトナージTV-CM
- ポケットモンスター プラチナTV-CM
- スペース・レンジャー バズ・ライトイヤー（OPナレーション）
- アナタの名字SHOW
- ファッション通信
- 激闘大家族スペシャル 27歳元ヤンキー美人妻奮闘記!4男3女9人の大家族天涯孤独な妻が手に入れた家族愛!（2010年3月25日、TBS系列）
- 爆笑レッドカーペットスペシャル
- 土曜スペシャル
- 土ようマルシェ
- にっぽん釣りの旅
- 世紀のワイドショー!ザ・今夜はヒストリー
- 新・情報7daysニュースキャスター
- 歴史秘話ヒストリア（声の出演）
- 人気急上昇ウォッチ〜今ご当地でコレが人気SP〜
- 世界が驚いたニッポン! スゴ〜イデスネ!!視察団
- 解決!ナイナイアンサー芸能人Q&A劇場
- 7時にあいましょう
- 林修の歴史ミステリー（TBS系列） 
  - 徳川家260年の謎 隠された財宝3000億円徹底解明スペシャル（2016年12月21日）
  - 林修の歴史ミステリー 徳川家260年最大の謎 3千億円埋蔵金大発掘 最終決戦SP（2017年5月6日）
  - 「林修の歴史ミステリー」〜新説!徳川埋蔵金は東京湾の海底に!?〜（2017年11月15日）
  - 林修の歴史ミステリー 世界の2大黄金伝説大発掘!新説!徳川埋蔵金&クレオパトラの墓（2018年1月3日）
- NST開局45周年記念特別番組 ハタラクハコ〜世界に誇りたい！工場＠新潟〜（NST・新潟総合テレビ、2012年）
- こんなトコロに絶品グルメ!?お取り寄せレストラン（2018年5月27日、HBC北海道放送・TBS）
- オールスター感謝祭
- 関口宏の東京フレンドパーク ドラマ大集合SP!!
- 100年先まで残したい 日本の名曲3時間SP（2018年6月19日、テレビ東京）
- 坂上どうぶつ王国（フジテレビ）
  - 映画「ペット2」公開記念!坂上どうぶつ王国 特別編（2019年7月20日、フジテレビ）
- 偉人のお墓で待ちましょう〜アナ雪を手がけた天才日本人&幕末の末裔が登場SP〜（2019年1月5日、TBS）
- それって!?実際どうなの課（中京テレビ）
- 防衛庁記録映像（平成6年度）
- ニノなのに（TBS）

### CM
- 任天堂『マリオパーティ』（1998年）

## 書籍
- 「稼ぐ!」話し方（2016年、角川書店）